# Coslada (Gerichtsbezirk)
Der Gerichtsbezirk Coslada ist einer der 21 Gerichtsbezirke in der autonomen Gemeinschaft Madrid.
Der Bezirk umfasst 4 Gemeinden auf einer Fläche von 83,43 km² mit dem Hauptquartier in Coslada.

## Gemeinden
| Gemeinde                | Einwohner (2024) | Fläche km² | Dichte Einw./km² | Cod INE | Postleitzahl |
| ----------------------- | ---------------- | ---------- | ---------------- | ------- | ------------ |
| Coslada                 | 80.760           | 12,01      | 6.724            | 28049   | 28821–28823  |
| Mejorada del Campo      | 24.659           | 17,21      | 1.433            | 28084   | 28840        |
| San Fernando de Henares | 38.980           | 39,86      | 978              | 28130   | 28830        |
| Velilla de San Antonio  | 14.003           | 14,35      | 976              | 28167   | 28891        |
| Gerichtsbezirk Coslada  | 158.402          | 83,43      | 1.899            | –       | –            |